# Johann Friedrich Ruthe
Johann Friedrich Ruthe, auch Johannes, (* 16. April 1788 in Egenstedt nahe Hildesheim; † 24. August 1859 in Berlin) war ein deutscher Oberlehrer, Botaniker und Entomologe, der sich auf diesem Gebiet zu einem Spezialisten für Hymenoptera und Diptera entwickelte.
Mit Unterstützung durch Heinrich Friedrich Link (1767–1851) begann er 1811 sein Studium an der Humboldt-Universität zu Berlin. Hier wurde er u. a. von Karl Rudolphi (1771–1832) und Martin Lichtenstein (1780–1857) unterrichtet. Nach Abschluss seines Studiums wurde er Lehrer an verschiedenen Schulen in Berlin und Frankfurt an der Oder.

## Leben
"Johannes" war der zweitälteste Sohn von neun Kindern der Maria Theresia Ludewig (1762–1784) und der älteste ihres Ehemannes Ludwig Ruthe (~1750–1808). Die Familie lebte im dörflichen Umfeld von Hildesheim.

### Schulzeit
Die Basisschule im Stiftsdorf Egenstedt genügte den Erwartungen seines Vaters nicht. Als dieser 1797 zum "Schweinemeister" und Tierheiler aufstieg und von der Domäne Marienburg zum Amtssitz Steuerwald übersiedelte, holte er Johann Friedrich zu sich, um ihn dort von dem interimistisch eingesetzten Pfarrer, Pater Breitenbach OFMCap, auf den Besuch eines Gymnasiums vorbereiten zu lassen.
Das Pfarramt und zugleich den Lehrauftrag übernahm 1804 der Dominikaner Friedrich Kather. Er hinterließ bei seinem Schüler Johannes ein negatives Bild vom Katholizismus. Dennoch konnte Ruthe bald zum Bischöflichen Gymnasium Josephinum wechseln. Durch Fürsprache von Breitenbach war er vom Schulgeld befreit und konnte kostenlos im Pensionat, dem Johannishaus, wohnen. Seit 1807 gehörte das Fürstentum Hildesheim, nach zwischenzeitlicher Besetzung durch Preußen, zum Königreich Westphalen. Absolventen des Josephinums wurden durch Konskription erfasst. Nach Losentscheid musste Ruthe Soldat werden.

### Westphälischer Soldat und Deserteur
Im April 1809 verließ Ruthe als westphälischer Soldat Hildesheim. Aufgrund miserabler und entwürdigender Behandlung reiften auf dem Marsch über Braunschweig und weiter nach Osten bei den Rekrutierten Gedanken an Desertation. Ruthe fand in Magdeburg Gelegenheit, sich abzusetzen. Statt ins preußische Hoheitsgebiet zu flüchten, wo er nicht der Verfolgung ausgesetzt gewesen wäre, kehrte er auf abgelegenen Wegen in seine Heimatstadt zurück.
Er suchte bei seiner Familie Obdacht, musste sich aber, stets auf der Flucht vor Strickreitern, die meiste Zeit in den heimischen Wäldern verbergen. Bevor die kalte Jahreszeit begann, wanderte er mit dem Bruder seiner Mutter nach Bödexen. Dort hoffte er bei nahen Verwandten seines inzwischen verstorbenen Vaters Aufnahme zu finden. Das hohe Risiko, einen Deserteur zu verbergen, gingen die Familienmitglieder jedoch nicht ein.
Ruthe fand während des Winters innerhalb der Stadt Hildesheim einen Unterschlupf.
Hier wurde er von einem Gendarm gefangen genommen. Auf dem Transport zu seiner Einheit, von der ihm die Erschießung drohte, konnte er fliehen und rettete sich 1809 ins sichere Berlin.
Der Verlauf der Freiheitskriege bewirkte, dass er im Schutz des siegreich heimkehrenden Braunschweiger Heeres ins Hildesheimische gehen konnte. Das französische Westphalen hatte dort an Einfluss verloren. So verfiel auf die Idee, den Bischof um finanzielle Unterstützung für ein beabsichtigtes Studium zu bitten, um seinen Wunsch, Tierarzt zu werden, den er seit Kindheitstagen hegte, verwirklichen zu können.
Enttäuscht ging er 1811 nach Berlin zurück. Er hungerte und darbte, bis er in Handwerkerfamilien mit Schreibarbeiten und als Lehrer der Kinder bescheidene Verdienstmöglichkeiten fand.

### Naturgeschichtliche Studien und Lehrtätigkeit
In Berlin hatte an die neugegründete Universität ein Jahr zuvor der Lehrbetrieb begonnen.
Obwohl völlig mittellos und körperlich geschwächt, immatrikulierte Ruthe sich als stud. med. an der Humboldt-Universität zu Berlin. Seine Lehrer Rudolphi und Link erkannten die Situation ihres, in einer psychologischen Krise steckenden, dennoch überaus eifrigen Schülers und halfen ihm.
Durch Einflussnahme des Hildesheimer Botanikers Link fand Ruthe eine bezahlte Hauslehrerstelle.
Seine anfänglich in Anatomie und Tierheilkunde belegten Studien verlagerten sich nach und nach über Pflanzenheilkunde zur allgemeinen Botanik. Zuerst nur zum Broterwerb gelegentlich als Lehrer tätig, bildete er sich zum Naturkundelehrer aus. Ruthe erhielt eine Stelle an der Plamannschen Schule in Berlin. Dann wechselte er Arbeits- und Wohnort nach Frankfurt/Oder. Er war mit einer „Märklerin“ verheiratet. Ein Sohn, Johann Gustav Rudolf Ruthe, wurde 1823 geboren.
Später kehrte Ruthe nach Berlin zurück. Von 1829 bis 1842 unterrichtete er an der Klödenschen Gewerbeschule die Fächer Botanik und Zoologie. Einer seiner Schüler, Theodor Fontane, erinnerte sich an ausgedehnte Exkursionen und schrieb: „Ruthe war ein prächtiger Mensch ...“ Dem späteren Botaniker und Entdeckungsreisenden Julius Rudolph Theodor Vogel brachte er die Grundzüge der Botanik bei.
1842 ließ sich Johann Friedrich Ruthe aus gesundheitlichen Gründen pensionieren.
Einer seiner Söhne, Johann Gustav Rudolf (* 1823 Frankfurt/Oder; † 1905 Swinemünde) trat in die Fußstapfen des Vaters. Er wurde Tierarzt und Botaniker.

## Ehrungen
Nach Johann Friedrich Ruthe ist die Pilzgattung Ruthea Opat. und die Pflanzengattung Rutheopsis A.Hansen & G.Kunkel aus der Familie der Doldenblütler (Apiaceae) benannt.

## Werke
- Handbuch der Zoologie, mit Arend Friedrich August Wiegmann (1802–1841) als Ko-Autor
- Einige Bemerkungen und Nachträge zu Meigen's „Systematischer Beschreibung der europäischen zweiflügeligen Insecten“. Isis (Lorenz Oken) 1831: 1203-22 (1831).
- Flora der Mark Brandenburg und der Niederlausitz (1827, 2. Aufl. 1834)
- Autobiografie: Leben, Leiden und Widerwärtigkeiten eines Niedersachsen, Berlin 1841 (Umf. 508 S.)
- Auf der Flucht vor den Strickreitern im Königreich Westfalen, 1809 bis 1811: Aus dem "Leben, Leiden und Widerwärtigkeiten eines Niedersachsen"; Selbsterlebnisse / von J. Fr. Ruthe (auf 70 S. gekürzte Fassung erschien 1906 posthume in Braunschweig)
- Die Spheciden und Chrysiden der Umgegend Berlins (1857)[4]